# The Glorious Burden

The Glorious Burden est le septième album studio du groupe de heavy metal Iced Earth sorti en 2004. C'est le premier des deux albums du groupe dont le chant est assuré par Tim "Ripper" Owens, Matthew Barlow ayant quitté le groupe à la suite des attentats du 11 septembre pour entrer dans la police.
The Star-Spangled Banner est une reprise de l'hymne américain, qui sert aussi d'introduction à The Devil To Pay. Ce dernier titre reprend également les airs de la célèbre marche When Johnny Comes Marching Home et de la chanson sudiste Dixie. Le CD 2 comprend une trilogie sur la bataille de Gettysburg.
L'album a pour thème la guerre et ses différentes formes. Outre les attentats du 11 septembre 2001 (When The Eagle Cries) et la bataille de Gettysburg, les titres de cet album reprennent certains mythes fondateurs de l'identité américaine comme la Déclaration d'indépendance et Valley Forge. Sont abordés également des épisodes de l'histoire militaire mondiale comme Attila, la bataille de Waterloo et Manfred von Richthofen (Red Baron/Blue Max).

## Liste des titres (édition limitée)

### CD 1
1. The Star-Spangled Banner – 1:14
2. Declaration Day – 4:59
3. When The Eagle Cries – 4:06
4. The Reckoning (Don't Tread On Me) – 4:57
5. Greenface – 3:03
6. Attila – 5:36
7. Red Baron/Blue Max – 4:05
8. Hollow Man – 4:25
9. Valley Forge – 4:46
10. Waterloo – 5:50
11. When The Eagle Cries (Unplugged) – 3:35

### CD 2Gettysburg (1863)
1. The Devil To Pay – 12:13
2. Hold At All Costs – 7:06
3. High Water Mark – 12:36